# Jean-Paul Ndeki
Jean-Paul Ndjoumeck Ndeki (27 ottobre 1982) è un ex calciatore camerunese, di ruolo difensore.

## Biografia
Anche suo fratello Edouard era un calciatore.

## Carriera

### Club
In carriera ha giocato 16 partite di qualificazione alle coppe europee, di cui 6 per la Champions League e 10 per l'Europa League, realizzandovi anche tre reti, tutte con il Ventspils.

## Palmarès

### Club

#### Competizioni nazionali
- Campionato lettone: 2

Ventspils: 2006, 2007
- Coppa di Lettonia: 1

Ventspils: 2007